# Medina carbonata
Medina carbonata är en tvåvingeart som beskrevs av Louis-Paul Mesnil 1968. Medina carbonata ingår i släktet Medina och familjen parasitflugor. Inga underarter finns listade i Catalogue of Life.